# José Yates
José Rodrigo Yates González (Talca, 24 marzo 1972) è un ex calciatore cileno, di ruolo portiere.

## Carriera
Ha giocato nella prima divisione cilena. Nel 1997 con il Colo-Colo ha anche giocato una partita in Coppa Libertadores.